# Tiroteo en Bnei Brak (2022)
El tiroteo de Bnei Brak fueron una serie de tiroteos que tuvieron lugar el 29 de marzo de 2022 en la ciudad israelí de Bnei Brak, donde cinco personas murieron.

## Eventos
El atacante se infiltró en Israel utilizando un cruce agrícola de la barrera israelí destinado a que los agricultores palestinos accedan a los campos del otro lado de la valla fronteriza. El ataque comenzó alrededor de las 8:00 p. m., hora local, cuando Hamarsheh comenzó a disparar contra los balcones de los apartamentos. Luego, el hombre armado pasó a atacar a los transeúntes en la calle HaShnaim, matando a dos peatones en una tienda de comestibles y al conductor de un automóvil. Hamarsheh intentó dispararle a otro residente, pero el arma se atascó.
Luego se dirigió a la calle Herzl, donde vio al rabino Avishai Yehezkel, de 29 años, que paseaba a su bebé de dos años en un cochecito y abrió fuego contra el, matándolo. Posteriormente participó en un tiroteo con dos policías que fueron llamados para confrontarlo, que terminó con la muerte del terrorista. Un oficial fue llevado al Centro Médico Rabin donde murió a causa de sus heridas.
El ataque se produjo poco después de que un hombre matara a cuatro personas en Beersheba y dos terroristas del Estado Islámico mataran a dos policías en Hadera. Los tres ataques causaron la muerte de once personas en total, lo que la convierte en la semana de terrorismo más mortífera en el país desde 2006, al final de la Segunda Intifada. El tiroteo de Bnei Brak también es el ataque terrorista más mortífero en Israel desde el ataque a la sinagoga de Jerusalén en 2014.

## Autor
El perpetrador fue identificado por la policía como un palestino de Ya'bad. The Times of Israel informó que era un joven de 26 años llamado Diaa Hamarsheh. Según el Jerusalem Post, era un afiliado de Fatah que había sido encarcelado en 2015 por cargos de apoyo al terrorismo y tráfico de armas.
Las Brigadas de los Mártires de Al-Aqsa se atribuyeron la responsabilidad del ataque.
En 2011, Hamarsheh había planeado cometer un atentado suicida y había establecido contacto con funcionarios de Hamás y de la Yihad Islámica Palestina para solicitar ayuda. El plan fracasó después de que un agente desertor de la Yihad Islámica Palestina llamara a la policía para denunciar a Hamarsheh.
La familia de Hamarsheh, que tradicionalmente ha trabajado en la industria tabacalera, fue descrita por los tribunales como "respetuosa de la ley" y los miembros de la familia expresaron su conmoción por el ataque. El padre de Hamarsheh dijo que había visto a su hijo por última vez durante la hora del almuerzo, unas horas antes de los disparos.

## Consecuencias
El primer ministro israelí, Naftali Bennett, emitió un comunicado condenando el ataque y anunció mayores medidas de seguridad en los días siguientes.
Hamás y el Movimiento Jihad Islámico en Palestina felicitaron el ataque.
Neil Wigan y Dimiter Tzantchev, los embajadores británico y de la Unión Europea en Israel respectivamente, fueron los primeros representantes extranjeros en condenar los asesinatos.
En un comunicado oficial el presidente de la Autoridad Nacional Palestina, Mahmoud Abbas, dijo que «la matanza de civiles palestinos e israelíes solo hace que la situación se deteriore». El presidente francés, Emmanuel Macron, también condenó el ataque y dijo que sus pensamientos estaban «con las víctimas y sus seres queridos». Abdulá II de Jordania emitió una condena al día siguiente.
En Beirut, capital del Líbano, los partidarios de Hezbolá celebraron en las calles y se repartieron dulces en celebración por el ataque en Bnei Brak.